# Brown & Brown
Brown & Brown est une entreprise américaine de courtage en assurance. Elle est basée à Tampa en Floride.

## Histoire
L'entreprise est fondée en 1939 par J. Adrian Brown. Son fils J. Hyatt Brown rejoint l'entreprise en 1959 et la rachète à son père en 1961. À partir des années 1980, Brown & Brown se lance dans une politique d'acquisitions effreinées.
En juillet 2009, J. Powell Brown remplace son père J. Hyatt Brown à la direction de Brown & Brown,. J. Hyatt Brown se maintient à la présidence du conseil d'administration.
En 2017, l'entreprise annonce la construction de son nouveau siège social sur Beach Street à Daytona Beach en Floride. En octobre 2018, Brown & Brown acquiert Hays, l'une des plus grandes entreprises indépendantes de courtage en assurances du centre-nord des États-Unis, pour USD $705 millions.
En 2021, Brown & Brown Inc. devient Brown & Brown et intègre les agences de ses nombreuses acquisitions sous cette marque unique,.

## Description
En 2020, Brown & Brown emploie 5.800 personnes, gère 130 agences, et enregistre un chiffre d'affaires de USD $1,473 milliards.